# Gary Borrowdale
Gary Borrowdale (*Sutton, Inglaterra, 16 de julio de 1985), futbolista inglés. Juega de defensa y su actual equipo es el Charlton Athletic de la Football League One de Inglaterra.

## Selección nacional
Ha sido internacional con la Selección nacional de fútbol de Inglaterra Sub-20.

## Clubes
| Club                 | País       | Año        |
| -------------------- | ---------- | ---------- |
| Crystal Palace FC    | Inglaterra | 2002-2007  |
| Coventry City        | Inglaterra | 2007-2008  |
| Colchester United    | Inglaterra | 2008       |
| Queens Park Rangers  | Inglaterra | 2008-2009  |
| Brighton Hove Albion | Inglaterra | 2009       |
| Queens Park Rangers  | Inglaterra | 2009-2010  |
| Charlton Athletic    | Inglaterra | 2010       |
| Queens Park Rangers  | Inglaterra | 2010- 2012 |

- Datos: Q3758470